# Diecéze Ahmadábád
Diecéze Ahmadábád je diecéze římskokatolické církve, nacházející se v Indii.

## Území
Diecéze zahrnuje území distriktů svazového státu Gudžarát, a to Ahmadábád, Ánand a Kheda.
Biskupským sídlem je město Ahmadábád, kde se nachází hlavní chrám katedrála Hory Karmel.
Rozděluje se do 45 farností. K roku 2015 měla 70 269 věřících, 74 diecézních kněží, 90 řeholních kněží, 130 řeholníků a 325 řeholnic.

## Historie
Roku 1934 byla z části území arcidiecéze Bombaj vytvořena Misie sui iuris Ahmadábád.
Dne 5. května 1949 byla misie bulou Bombayensis Archidioecesis papeže Pia XII. povýšena na diecézi a stala se sufragánou arcidiecéze Bombaj.
Dne 26. února 1977 byla z části jejího území vytvořena syrsko-malabarská eparchie Rádžkót.
Dne 11. října 2002 byla z další části jejího území vytvořena metropolitní arcidiecéze Gándhínagar a stala se její sufragánou.

## Seznam církevních superiorů a biskupů
- Joaquín Villallonga, S.J. (1934–1949)
- Edwin Pinto, S.J. (1949–1973)
- Charles Gomes, S.J. (1974–1990)
- Stanislaus Fernandes, S.J. (1990–2002)
- Thomas Ignatius MacWan (2002–2015)
- Athanasius Swamiadian (od 2018)